# Elias Lauf
Elias Peter Niels Isak Lauf (geb. Alauphesen; * 21. Januar 1894 in Aqisserniaq; † 16. Oktober oder 21. Oktober 1981) war ein grönländischer Politiker, Pastor und Redakteur.

## Leben

### Jugend und Ausbildung
Elias Lauf war der Sohn von Ole Peter David Gideon Alaufesen (1862–1906) und seiner ersten Frau Karen Siegstad (1861–1894). Er kürzte später seinen Nachnamen – ursprünglich ein Patronym aus dem Vornamen seines Großvaters, der grönländischen Version des Namens Rafael – zu Lauf.
Elias Lauf wuchs als Sohn eines Jägers auf und begann in jungen Jahren eine Lehre als Böttcher, aber 1909 wurde er im Alter von 15 Jahren an Grønlands Seminarium aufgenommen. Er schloss dieses 1915 ab und zog daraufhin nach Dänemark, um sich theologisch weiterbilden zu lassen. 1918 kehrte er nach Grönland zurück und wurde Lehrer und Oberkatechet und 1919 Seminariumslehrer in Nuuk.

### Zeit als Pastor
1920 wurde er in der Holmens Kirke in Kopenhagen ordiniert. Er wurde als Pastor in Nuuk angestellt, zog aber bereits ein Jahr später nach Paamiut um. Er heiratete am 13. Juli 1922 in Qaqortoq Astridor Augusta Nikoline Høegh (1901–1995), eine Schwester von Pavia (1886–1956), John (1890–1966) und Frederik Høegh (1895–1970). 1926 wurde er zum Ersten Pastor befördert. Während seiner Zeit in Paamiut war er von 1927 bis 1932 gewähltes Mitglied im südgrönländischen Landesrat. Lediglich in der letzten Sitzung wurde er von Sofus Nyekjær vertreten, was daran lag, dass er 1931 nach Upernavik versetzt worden war, womöglich weil man seine Haltungen zur Modernisierung für zu radikal hielt. Er hatte schon in jungen Jahren ein großes politisches Interesse. Bereits in den 1920er Jahren hatte er die Idee, dass Grönland im dänischen Parlament vertreten sein sollte. Auf seine Veranlassung geht die erste moderne Schule Grönlands zurück. 1937 kehrte er nach Südgrönland zurück und wurde Pastor in Qaqortoq. 1940 zog er nach Ostgrönland, wo er in Tasiilaq diente. 1945 wechselte er nach Aasiaat, wo er bis 1957 diente. Von 1934 bis 1936, 1942 bis 1944 und 1948 bis 1950 leitete er jeweils die Katechetenschulen in Upernavik, Tasiilaq und Aasiaat. Er war zudem von 1947 bis 1957 als Redakteur der Kirchenzeitung Ilagîngnut atuagagssiaĸ  (Zeitschrift für die Gemeinde) tätig. In Upernavik hatte er zudem von 1932 bis 1937 die Lokalzeitung K'áumaliaĸ herausgegeben.

### Zeit im Folketing
Als Grönland 1953 zwei Sitze im Folketing erhielt, kandidierte Elias Lauf als einer von drei Kandidaten im Wahlkreis Nordgrönland bei der Folketingswahl September 1953, musste sich aber Frederik Lynge geschlagen geben. Vier Jahre später nahm er wieder an der Folketingswahl 1957 teil, diesmal aber nicht mehr als eigenständiger Kandidat. Stattdessen trat er als erster Stellvertreter für Frederik Lynge sowie als erster Stellvertreter für Carl Broberg an. Weitere Kandidaten waren nicht zu Wahl zugelassen. Frederik Lynge wurde wiedergewählt. Er starb jedoch nur ein halbes Jahr nach der Wahl, sodass Elias Lauf für ihn ins Folketing aufrückte, wo er bis zum Ende der Legislaturperiode 1960 blieb. Bei der Folketingswahl 1960 kandidierte er nicht mehr. Sein Nachfolger wurde Mikael Gam.

### Späteres Leben
Stattdessen kehrte er nach Grönland zurück, wo er Pastor in Alluitsup Paa wurde. 1962 wurde er zum Visitationspropst für Südgrönland ernannt und 1964 im Alter von 70 Jahren pensioniert. 1963 wurde Elias Lauf als zweiter Grönländer überhaupt nach seinem Vorgänger Frederik Lynge zum Ritter 1. Grades des Dannebrogordens ernannt, nachdem er 1952 bereits Ritter geworden war. Elias Lauf starb 1981 im Alter von 87 Jahren nach kurzer Krankheit.